# لئونید کوچوک
لئونید کوچوک (بلاروسی: Леанід Станіслававіч Кучук؛ زادهٔ ۲۷ اوت ۱۹۵۹) بازیکن فوتبال اهل اتحاد جماهیر شوروی سوسیالیستی است.
از باشگاه‌هایی که در آن بازی کرده‌است می‌توان به باشگاه فوتبال ویتبسک، باشگاه فوتبال دینامو مینسک، و باشگاه فوتبال گومل اشاره کرد.